# Clitoria ternatea
Clitoria ternatea, eingedeutscht auch Blaue Klitorie genannt, ist eine Pflanzenart aus der Gattung Clitoria in der Unterfamilie der Schmetterlingsblütler (Faboideae) innerhalb der Familie der Hülsenfrüchtler (Fabaceae). Sie ist in tropischen bis subtropischen Gebieten weltweit verbreitet und wird vielseitig, aber besonders als kletternde Zierpflanze genutzt.

## Beschreibung

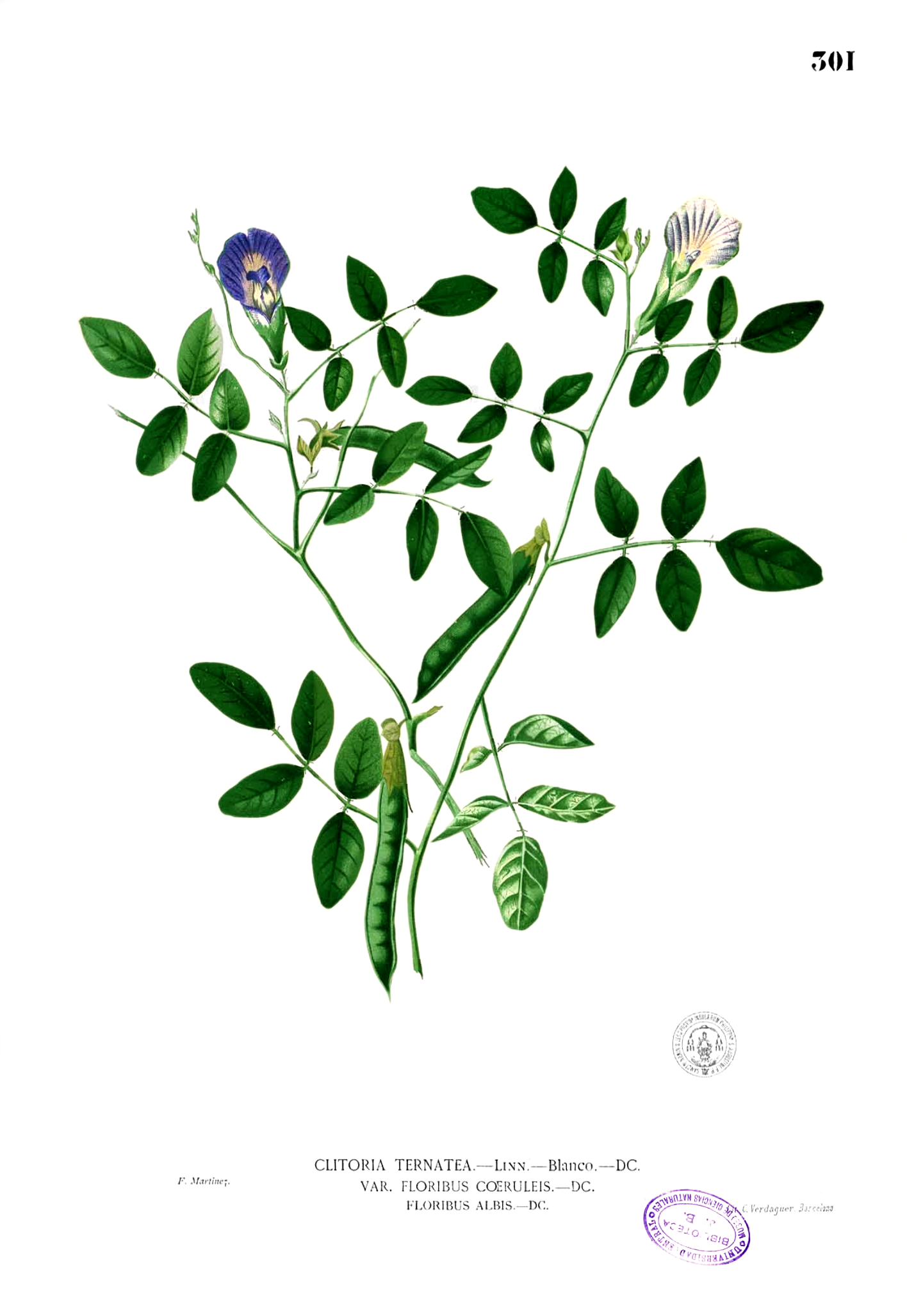
Illustration aus Blanco.

### Erscheinungsbild und Blatt
Clitoria ternatea wächst schnell als immergrüne, ausdauernde, kriechende oder windende krautige Pflanze oder als Kletterpflanze. Die bei einem Durchmesser von 1 bis 2 Millimetern dünnen, stielrunden, gerillten Sprossachsen sind angedrückt kurz zottig oder je nach Alter mehr oder weniger dicht striegelig behaart (Trichome) und können verholzen. Die bis zu 5 Meter hoch windenden Sprossachsen sind im unteren Bereich und darüber nur selten verzweigt. Die Internodien sind meist 5 bis 15 Zentimeter lang.
Die haltbaren, behaarten Nebenblätter sind bei einer Länge von 2 bis 4, selten bis zu 5 Millimetern sowie einer Breite von 0,5 bis 0,8, selten bis zu 1,0 Millimetern relativ klein und linealisch. Die Laubblätter sind in Blattstiel und -spreite gegliedert. Der 1,5 bis 3 Zentimeter lange Blattstiel ist leicht gerillt und striegelig behaart. Die Blattspreite ist unpaarig gefiedert mit meist fünf, selten sieben Fiederblättchen. Die striegelig behaarte Blattrhachis ist 2 bis 6 Zentimeter lang mit 1 bis 2,5 Zentimeter langen leicht gerillten, oft auf der Unterseite rinnigen Internodien. Die unauffälligen, haltbaren, behaarten Nebenblättchen der Blättchen sind klein und borstenartig bis nadelförmig. Die behaarten Stiele der Blättchen sind 1 bis 2, selten bis zu 3 Millimeter lang und fast viereckig im Querschnitt. Die dünn pergamentartigen oder fast häutigen Blättchen sind bei einer Länge von 1,5 bis 5 Zentimetern sowie einer Breite von 1 bis 3,5 Zentimetern breit-elliptisch oder fast eiförmig mit stumpfer oder keilförmiger Basis und stumpfem, etwas eingebuchtetem oberen Ende, das meist eine Stachelspitze besitzt. Beide Blattflächen sind gleichfarbig und angedrückt kurz zottig oder striegelig behaart und die Blattoberseite kann verkahlen; an den Hauptadern ist die Behaarung (Indument) auffälliger. Auf jedem Blättchen sind auf jeder Seite der Hauptader vier bis sechs Seitenadern wechständig angeordnet; sie sind auf der Blattoberseite leicht sowie auf der Unterseite deutlich erhaben und es ist eine am Rand entlang laufende Blattader vorhanden. Auch die Netzaderung ist zu erkennen.

### Blütenstand und Blüte

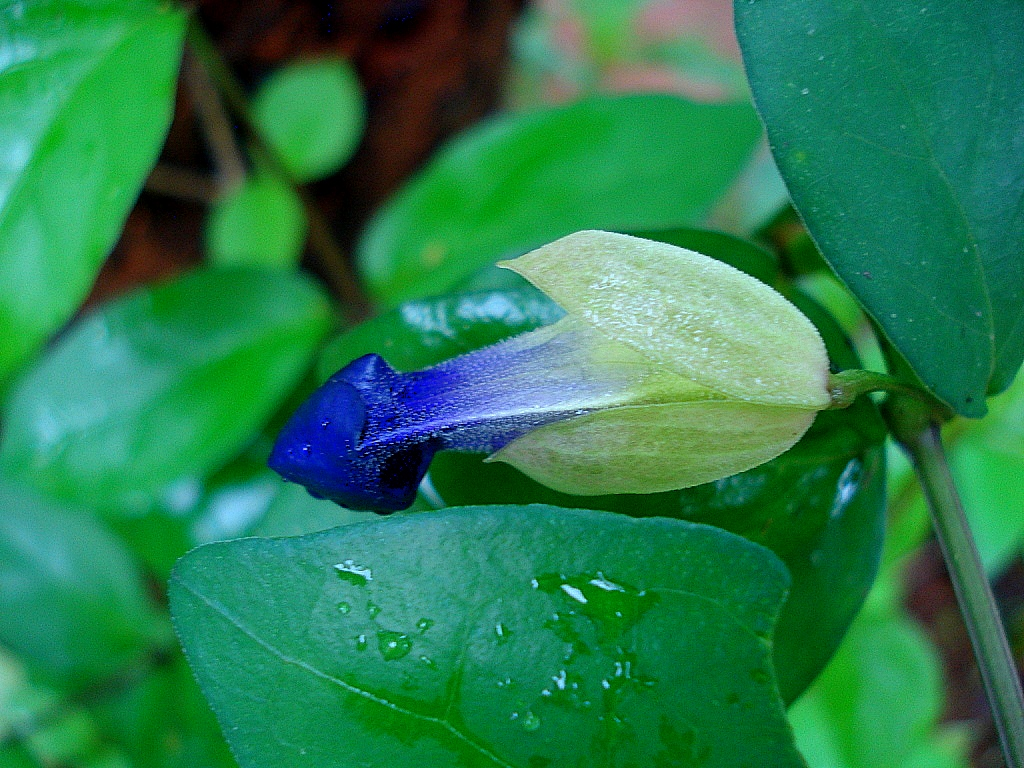
Gestielte Blütenknospe mit den zwei Deckblättern.

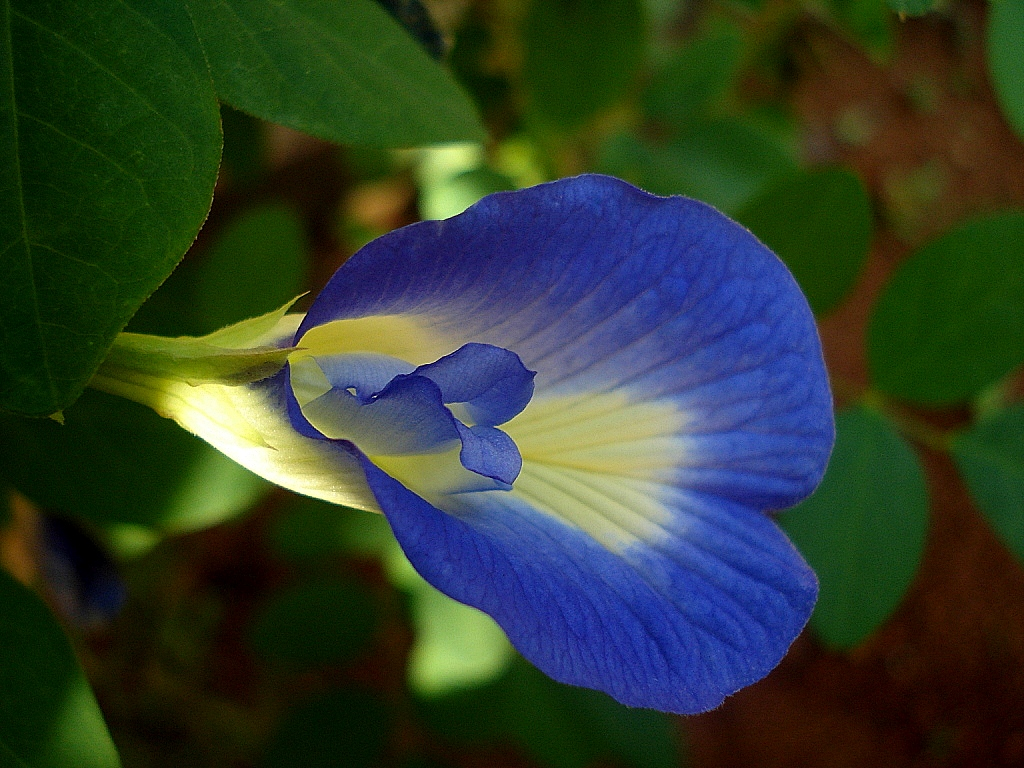
Blüte: hier ist zu sehen wie es zum Gattungsnamen Clitoria kommt, als Anspielung auf das Körperorgan

Der Blütenstand ist zu einer einzeln in den Blattachseln stehenden Blüte reduziert. Der kahle, 4 bis, meist 7 bis 12 Millimeter lange Blütenstandsschaft endet in zwei Pulvini. Die zwei grünen, häutigen, flaumig behaarten und bewimperten Tragblätter sind mit einer Länge von 2 bis 3 Millimetern sowie einer Breite von etwa 1 Millimetern relativ klein, konkave, eiförmig mit zugespitztem oberen Ende; sie liegen dem Blütenstiel an oder sind abgespreizt aufsteigend. Der behaarte, 3 bis 6 Millimeter lange Blütenstiel ist verdreht oder an einer verdickten Basis gekrümmt. Die zwei dem Blütenkelch fast anliegenden, auffälligen, häutigen, behaarten Deckblätter sind bei einer Länge von 6 bis 10 Millimetern sowie einer Breite von 5 bis 8 Millimetern breit-eiförmig bis fast kreisförmig oder verkehrt-eiförmig mit deutlich erkennbaren Netznerven.
Die auffälligen, relativ großen, resupinaten, zwittrigen Schmetterlingsblüten sind zygomorph und fünfzählig mit doppelter Blütenhülle. Die fünf häutigen, verkahlenden, 1,5 bis 2 Zentimeter langen Kelchblätter sind auf mehr als der Hälfte ihrer Länge zu einer 9 bis 14 Millimeter langen Kelchröhre verwachsen mit 7 bis 9 Millimeter breitem Schlund und fünf bei einer Länge von 8 bis 12 Millimetern sowie an ihrer Basis 3 Millimeter breiten länglichen oder lanzettlichen Kelchzähnen mit zugespitztem oder gerundetem oberen Enden und deutlich erkennbaren, behaarten Nerven. Die fünf himmelblauen bis violetten, rosafarbenen oder weißen Kronblätter sind bis zu 5,5 Zentimeter lang. Die kurz genagelte Fahne ist in der Mitte undeutlich weiß oder orangefarben und bei einer Länge von 3,5 bis 5,5 Zentimetern sowie einer Breite von 2,5 bis 3 Zentimetern breit verkehrt-eiförmig und ausgerandet. Die genagelten Flügel und Schiffchen sind viel kürzer als die Fahne. Die 8 Millimeter lang genagelten Flügel sind bei einer Länge von etwa 26 Millimetern sowie einer Breite von etwa 12 Millimetern verkehrt-eiförmig-länglich und reicht 8 bis 10 Millimeter unter das Schiffchen. Die 15 bis 17 Millimeter lang genagelten, sichelförmig gebogenen Schiffchen sind bei einer Länge von etwa 9 Millimetern sowie einer Breite von etwa 6 Millimetern elliptisch. Es sind zehn Staubblätter vorhanden. Neun Staubfäden sind zu einer 17 bis 19 Millimeter langen Staubblattröhre verwachsen, die im unteren Bereich fast gerade und auf den obersten 3 bis 4 Millimeter leicht gebogen ist. Der freie Bereich der Staubfäden ist 3 bis 4 Millimeter lang. Der freie Staubfaden ist gebogen. Die Staubbeutel sind 1 Millimeter lang sowie 0,6 bis 0,8 Millimeter breit. Das Gynophor ist etwa 1 Millimeter lang. Der einzige oberständige, 11 bis 12 Millimeter lange sowie etwa 1,5 Millimeter breite Fruchtknoten ist dicht zottig behaart. Der etwa 15 Millimeter lange Griffel ist im unteren Bereich flaumig behaart und wird bärtig in Richtung oberen Ende bis dicht bärtig unterhalb der Narbe.

### Frucht und Samen

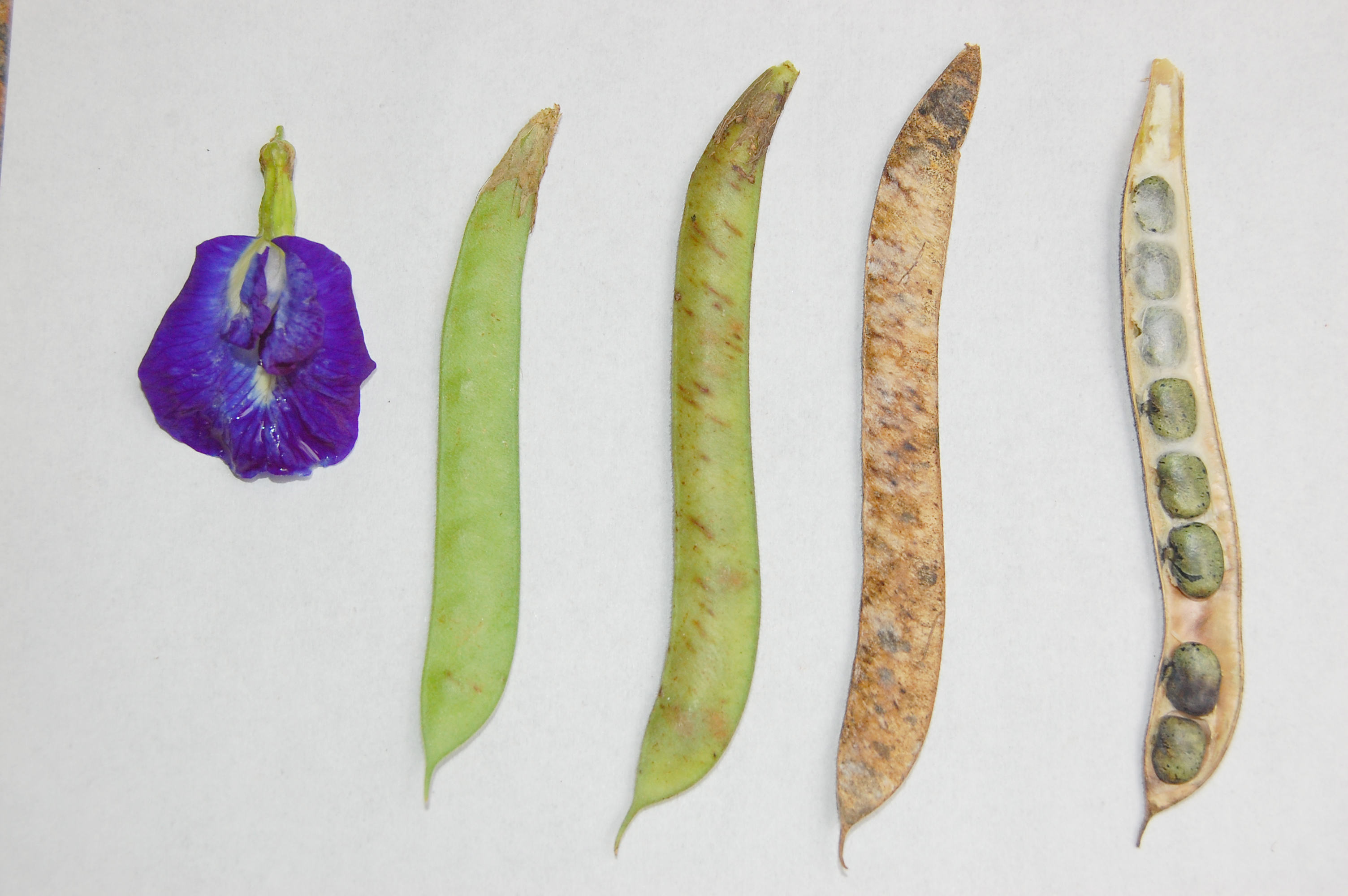
Blüte mit Fruchtblatt und Hülsenfrücht in verschiedenen Stadien und geöffnete Hülsenfrucht mit Samen.

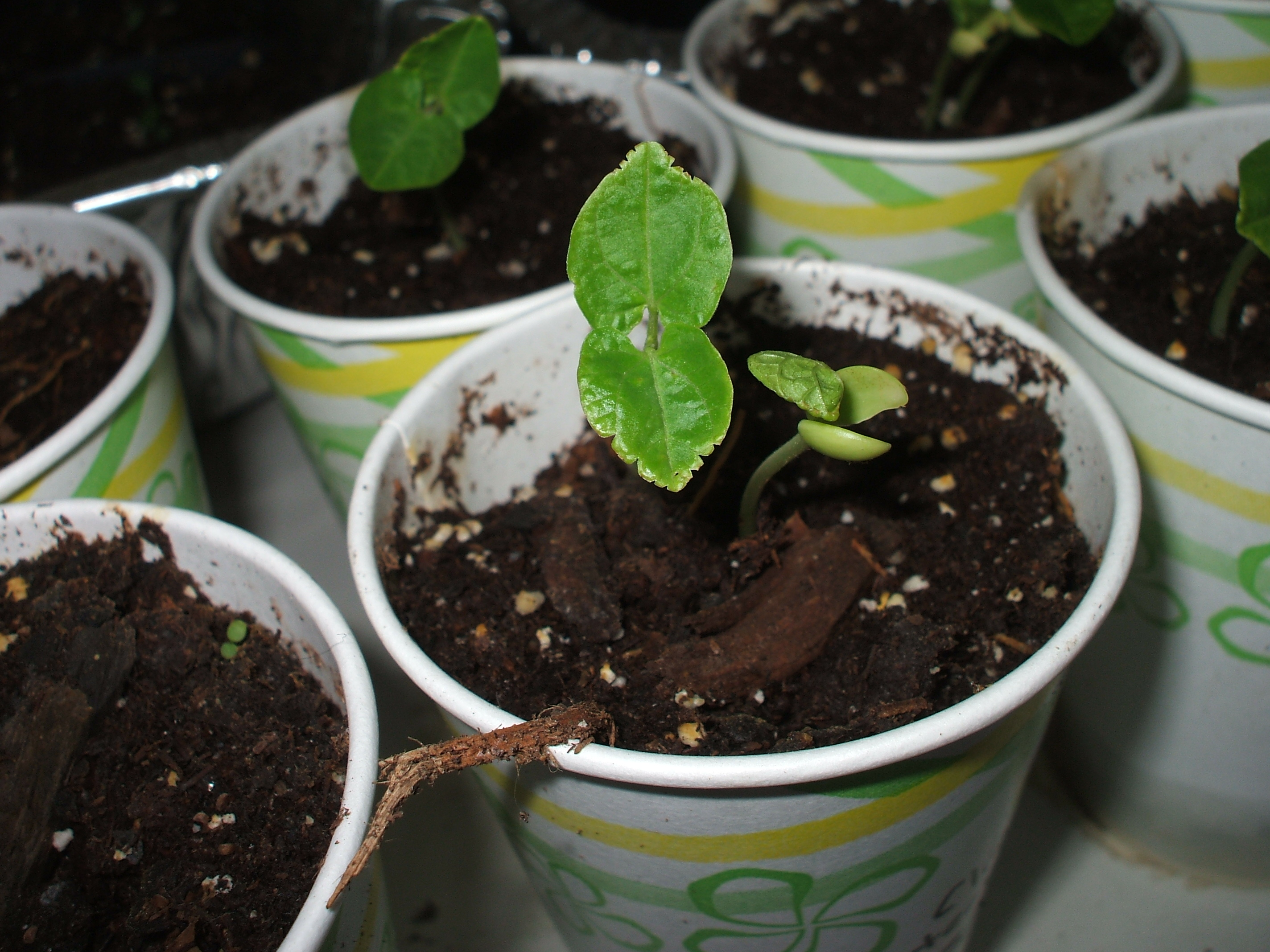
Sämlinge mit zwei dicken Keimblättern und einfachen Primärblättern.

Die fast sitzende Hülsenfrucht ist anfangs an ihrer Basis vom haltbaren Kelch umfüllt und mit fortschreitendem Wachstum wird der Kelch aufgerissen. Die anfangs behaarte, bei Reife verkahlende, erst hellbraune und später lohfarbene Hülsenfrucht ist linealisch-länglich und abgeflacht mit einem langen Schnabel. Die fast geraden Fruchtklappen sind 10 bis 11 Zentimeter lang sowie 9 bis 11 Zentimeter breit. Jede Hülsenfrucht enthält sechs bis zehn Samen.
Die Samen sind bei einer Länge von 5 bis 6 Millimetern, einer Breite von etwa 4 Millimetern sowie einer Dicke von 1,5 bis 2 Millimetern rechteckig, fast nierenförmig oder länglich mit deutlicher Strophiole. Die schwarze Samenschale ist glatt und kahl.

### Phänologie und Chromosomensatz
Die Blütezeit sowie die Reife der Früchte liegt in China zwischen Juni und November, in Pakistan zwischen Juni und Januar. In Australien gibt es eine Blütezeit von Februar bis Juni und im Dezember.
Die Chromosomengrundzahl beträgt x = 8. Es gibt Berichte mit Chromosomenzahlen von 2n = (14, 15), 16; es liegt meist Diploidie vor.

## Verbreitung
Die ursprüngliche Heimat ist nicht bekannt, sie wird jedoch in Ostafrika vermutet. Sie wurde in vielen Ländern kultiviert und ist vielfach verwildert. Sie kommt in den Tropen und Subtropen auf allen Kontinenten und vielen Inseln vor. Es gibt Bestände auf den Kapverdischen Inseln, im Tschad, Djibouti, Äthiopien, Somalia, Sudan, Kenia, Tansania, Uganda, Burundi, Kamerun, Gabun, Sao Tome und Principe, Zaire, Benin, in der Elfenbeinküste, in Gambia, Ghana, Guinea, Guinea-Bissau, Niger, Nigeria, Senegal, Sierra Leone, Togo, Angola, Malawi, Mosambik, Sambia, Simbabwe, Südafrika, Madagaskar (Provinzen Antsiranana, Mahajanga, Toliara), Saudi-Arabien, im Jemen, Iran, Irak, China (nur in den Provinzen Fujian, Guangdong, Guangxi, Hainan, Yunnan, Zhejiang), Taiwan, Sri Lanka, Pakistan, Indien, Bangladesch, Bhutan, Nepal, auf den Andamanen und Nikobaren, auf den Malediven, in Kambodscha, Laos, Myanmar, Thailand, Vietnam, auf den Weihnachtsinseln, in Indonesien, auf Sabah, Papua-Neuguinea, auf den Philippinen, in Singapur, in Australien, in den südlichen USA, in Mexiko, auf Hawaii, Guam, auf den nördlichen Marianen Inseln, auf Palau, auf den Gesellschaftsinseln, auf Fidschi, auf Neukaledonien, Samoa, auf den Salomonen, auf Antigua und Barbuda, Aruba, auf den Bahamas, auf Barbados, auf den Cayman Islands, auf Kuba, Dominica, auf Hispaniola, Guadeloupe, Jamaica, Martinique, Montserrat, auf den Niederländischen Antillen, auf Puerto Rico, St. Kitts and Nevis, St. Vincent und Grenadinen, auf den Jungferninseln, in Belize, Costa Rica, El Salvador, Guatemala, Honduras, Nicaragua, Panama, Französisch-Guyana, Surinam, Venezuela, Brasilien, Bolivien, Kolumbien, Ecuador, auf den Galapagos-Inseln, in Peru (Departamentos Lambayeque, Lima, Piura, San Martín), Paraguay und Uruguay.
Clitoria ternatea windet sich an Gehölzen im Unterholz der Wälder empor. Sie kommt oft an gestörten Standorten vor. Sie gedeiht meist in Höhenlagen zwischen 0 und 1000 Metern. In manchen Gebieten gilt sie als invasive Pflanze.

## Taxonomie
Die Erstveröffentlichung von Clitoria ternatea erfolgte 1753 durch Carl von Linné in Species Plantarum, Band 2, S. 753. Synonyme für Clitoria ternatea L. sind Clitoria albiflora Mattei, Clitoria bracteata Poir., Clitoria coelestis Siebert & Voss, Clitoria parviflora Raf., Clitoria philippensis Perr., Clitoria pilosula Benth., Clitoria ternatea var. pilosula (Benth.) Baker, Clitoria ternatensium Crantz, Lathyrus spectabilis Forssk., Ternatea ternatea (L.) Kuntze, Ternatea vulgaris Kunth, Ternatea vulgaris Kuntze, Clitoria tanganicensis Micheli. Das Artepitheton ternatea bezieht sich auf die indonesische Insel Ternate, die bei der Erstbeschreibung dieser Art als Fundort bekannt war.

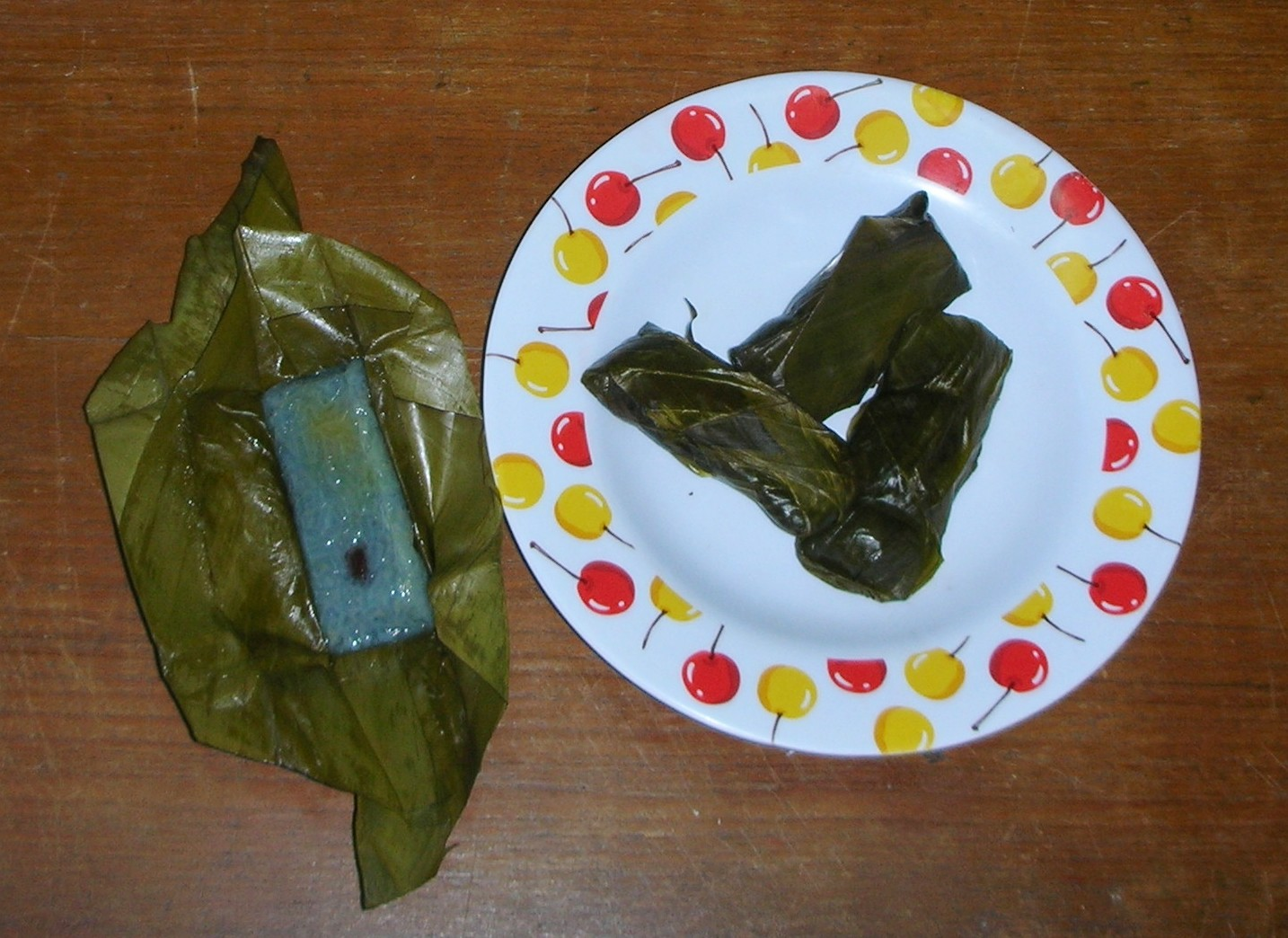
Die Nachspeise „Khao tom“ mit Blüten von Clitoria ternatea blau gefärbt.

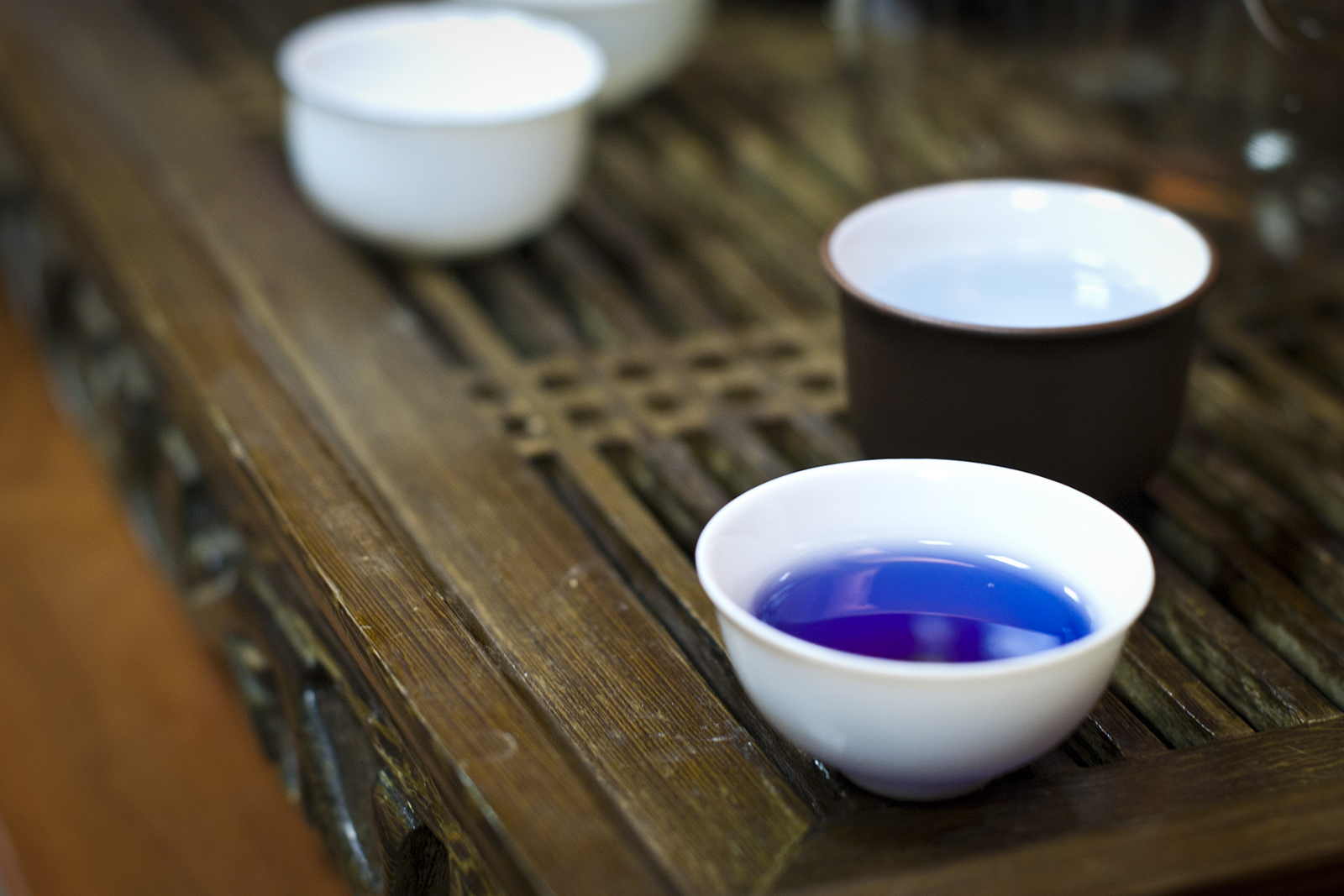
Tee aus Clitoria ternatea-Blüten.

## Nutzung
Clitoria ternatea wird vielseitig genutzt.
Clitoria ternatea wird in tropischen bis subtropischen Gebieten als kletternde Zierpflanze in Parks und Gärten verwendet. In kühleren Gebieten kann man sie in Gewächshäusern kultivieren und wie eine einjährige Pflanze anbauen.
Die Blüten von Clitoria ternatea werden zum Blaufärben von Speisen (beispielsweise Reis in Indien sowie Kuba) und Getränken verwendet. Aus getrockneten Blütenblättern kann blauer Tee gemacht werden, der abhängig von seinem pH-Wert die Farbe wechselt. Dieser Tee ist in Südostasien sehr verbreitet. Jedoch dürfen entsprechende Getränke aus rechtlicher Sicht und zum Schutz des Verbrauchers aus Vorsorgegründen in der EU nicht verkauft werden.
Junge Hülsenfrüchte werden gegessen. Aus ihnen können Mineralstoffe und Vitamine gewonnen werden.
Oft wird Clitoria ternatea als Gründünger und Bodendecker auf Feldern und in Plantagen eingesetzt. Clitoria ternatea ist gutes Viehfutter, entweder frisch oder als Heu.
Samen und Sprossachsen werden zum Färben von Materialien, beispielsweise Bekleidungsstoffen, verwendet.
In der Volksmedizin werden Früchte und unterirdische Pflanzenteile von Clitoria ternatea eingesetzt. Clitoria ternatea ist eine Heilpflanze des Ayurveda.

## Trivialnamen
Es gibt viele Trivialnamen in anderen Sprachen (Auswahl):
- Englisch: Asian pigeonwings, blue-pea, bluebellvine, butterfly pea, cordofan-pea, Darwin-pea
- Französisch: honte
- Spanisch: azuelo, azulejo, conchitas, papito, zapatico de la reina, zapotillo, conchita azul, campanilla, bandera, choroque, lupita, pito de parra, bejuco de conchitas
- Portugiesisch:  clitoria-azul, cunha (Brasilien)
- Chinesisch: 蝶豆 die dou[4]
- Fijianisch: kau yalewa, latoela, nawa
- Chamorro: bukike, bukike paokeke, capa de la reina, kapa de la raina, paokeke
- Palauanisch: kles
- Tonganisch: paipa
- Javanesisch, Sundanesisch: kembang telang
- Tagalog: kolokanting
- Bikol: giting princesa
- Visaya: balog-balog
- Malaysia: bunga biru, kacang telang
- Kambodscha: rum'choan
- Laos: 'ang s'an dam, bang s'an dam
- Thailand: anchan
- Vietnam: đậu biếc